# پیوه دی کادوره
پیوه دی کادوره (به ایتالیایی: Pieve di Cadore) یک کومونه در ایتالیا است که در استان بلونو واقع شده‌است.

## خصوصیات
پیوه دی کادوره ۶۶٫۶ کیلومترمربع مساحت و ۴٬۰۸۷ نفر جمعیت دارد و ۸۷۸ متر بالاتر از سطح دریا واقع شده‌است.